# ウジェーヌ・シモニス
ウジェーヌ・シモニス（Louis-Eugène Simonis、1810年7月11日 - 1882年7月11日）は、ベルギーの彫刻家である。ブリュッセルの多くのモニュメントを制作した。

## 略歴
ベルギー南部のリエージュで労働者の息子に生まれた。リエージュの美術学校で学び彫刻家フランソワ＝ジョゼフ・ドゥワンドル（François-Joseph Dewandre: 1758–1835）の最も優れた弟子となった。19歳の時、リエージュの財団からの奨学金を受けて、イタリアに留学し、1929年から1836年の間、イタリアに滞在し、ボローニャやローマで修行し、新古典主義の彫刻家アントニオ・カノーヴァの弟子のカルロ・フィネリ（Carlo Finelli: 1782–1853）に学んだ。
修行を終えてベルギーに戻った後、リエージュからブリュッセルに移り、ブリュッセルにスタジオを開いた
。ベルギー独立後の1830年代に政府からの依頼でベルギーの国民意識を高揚させるための多くのモニュメントを制作した。ブリュッセル王宮のゴドフロワ・ド・ブイヨン（11世紀フランドル伯国の英雄）の騎馬像やブリュッセルのモネ劇場のペディメントやコングレ記念塔のレリーフやライオン像を制作した。
1838年に最初の結婚をし、1840年10月に妻が亡くなった後、1846年にリエージュで後にベルギーの首相となる政治家のワルテール・フレール＝オルバン（Walthère Frère-Orban）の妹と結婚した。
ブリュッセル首都圏のコクルベールの市議会議員も務めた。1845年12月1日にベルギー王立科学・文学・美術アカデミー（Académie royale des sciences, des lettres et des beaux-arts de Belgique）の会員やフランス学士院の会員に選出された。 1863年にブリュッセル王立美術アカデミーの理事兼教授となり、1877 年に辞任するまでその仕事を続けた。ウジェーヌ・シモニスが教えた芸術家には、トマ・ヴァンソット（Thomas Vinçotte; 1850-1925）やジュリアン・ディレンス（Julien Dillens: 1849–1904）、シャルル・サミュエル（Charles Samuel: 1862-c.1938）らがいる。
1881年にベルギーのレオポルド勲章（グランオフィシエ）を受勲した。その他バイエルン王国の聖ミカエル勲章や、オスマン帝国からも勲章（Ordre du Médjidié）を受勲した。 
コクルベールで没した。

## 作品

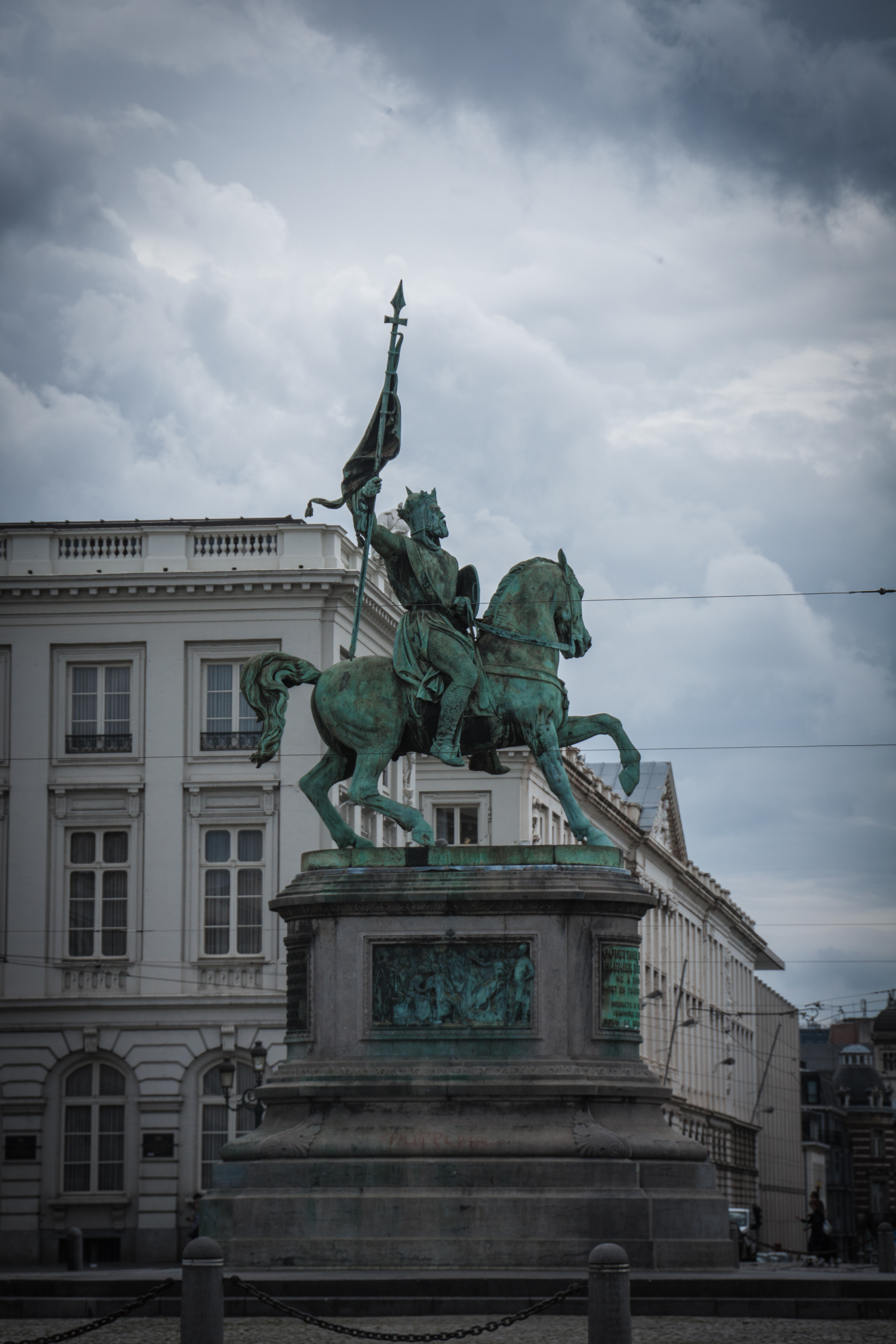
ブリュッセル王宮のゴドフロワ・ド・ブイヨンの騎馬像　(1848)
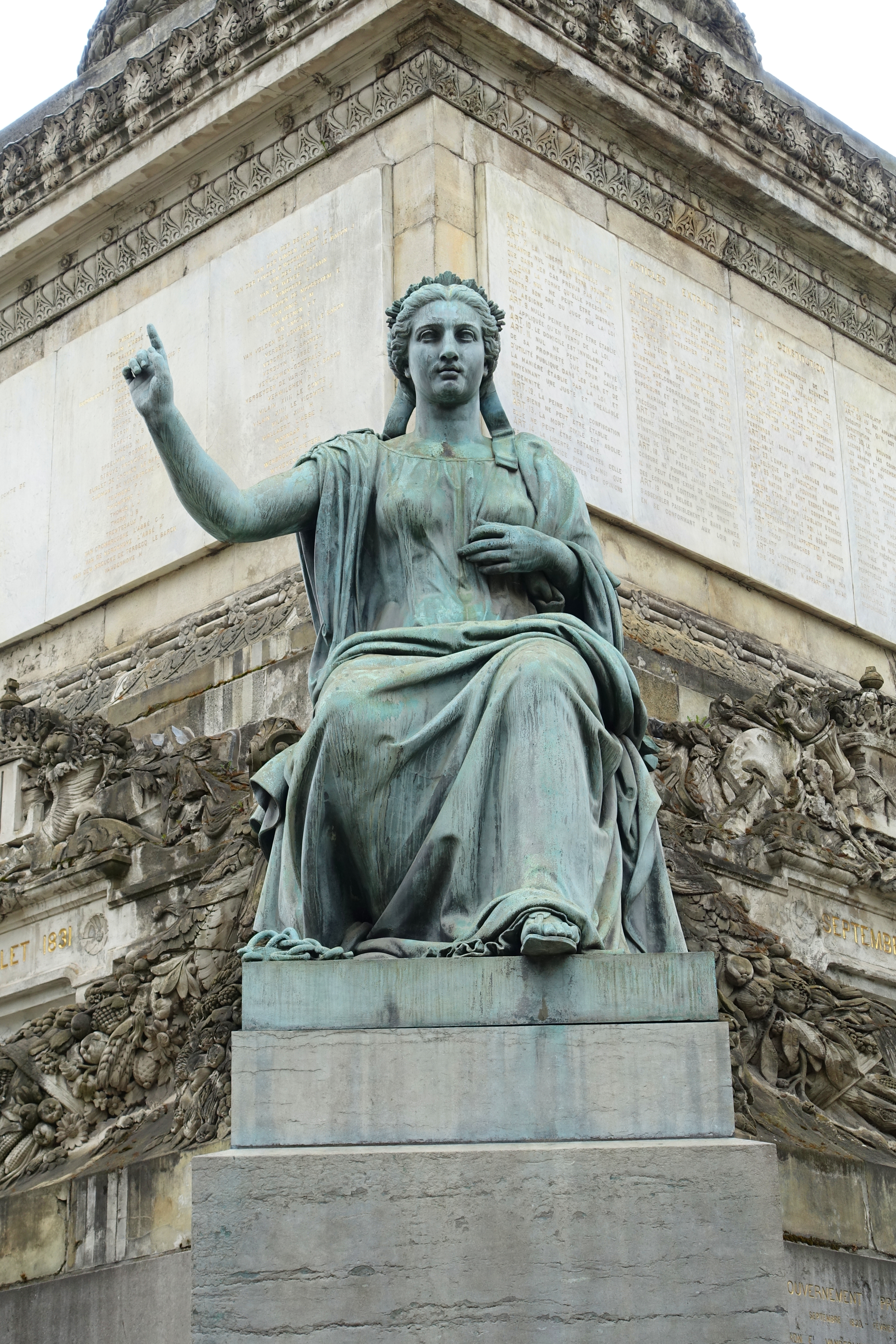
宗教の自由の寓意、コングレ記念塔付帯の彫像
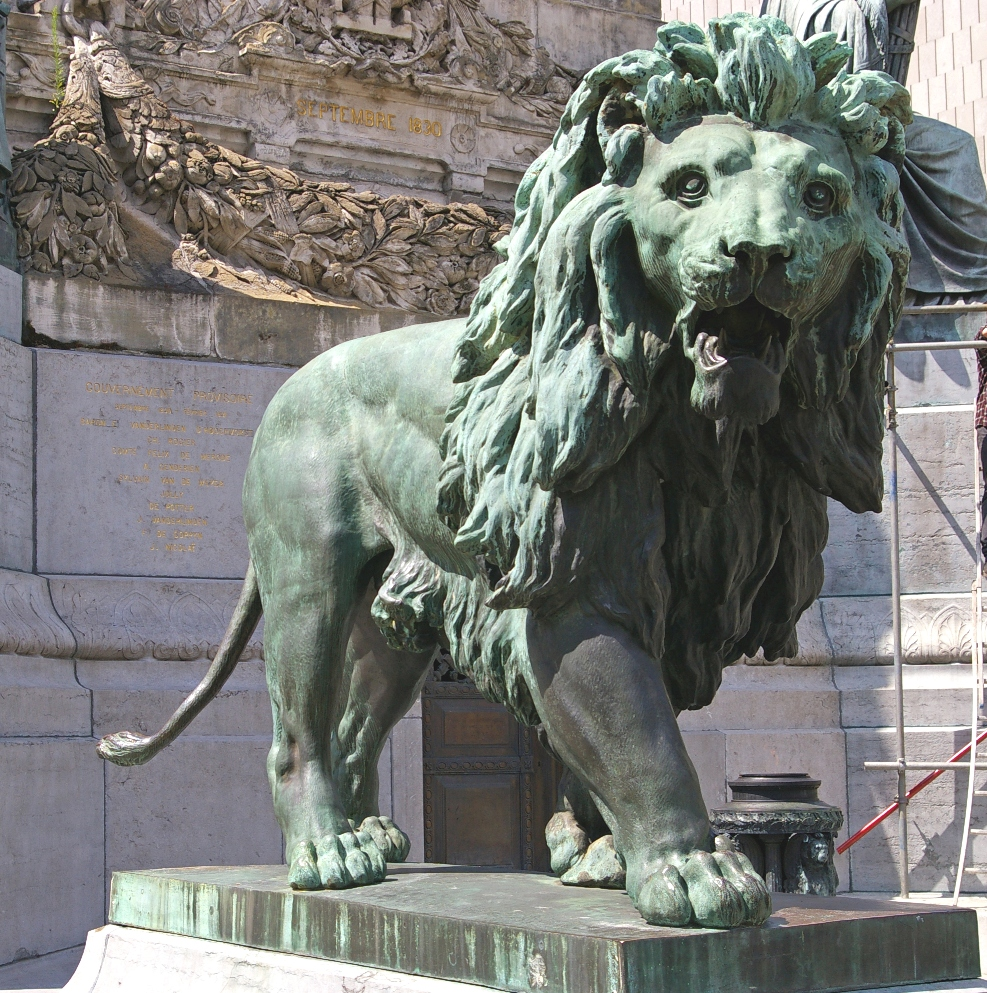
ライオン像、コングレ記念塔付帯の彫像
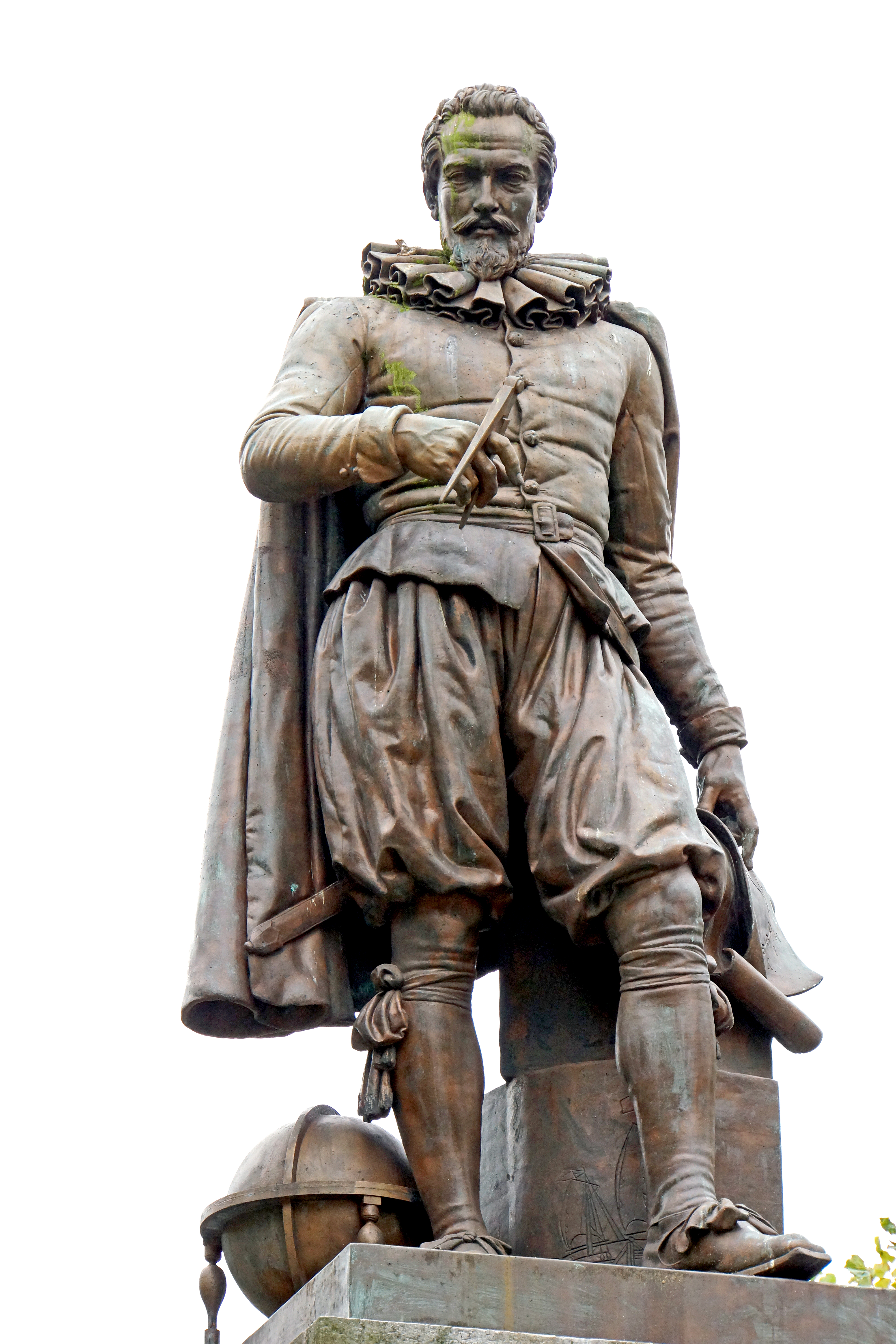
ブルッヘのシモン・ステヴィン像(1846)